# 南寮海水浴場
24°50′17″N 120°55′03″E / 24.8380°N 120.9175°E

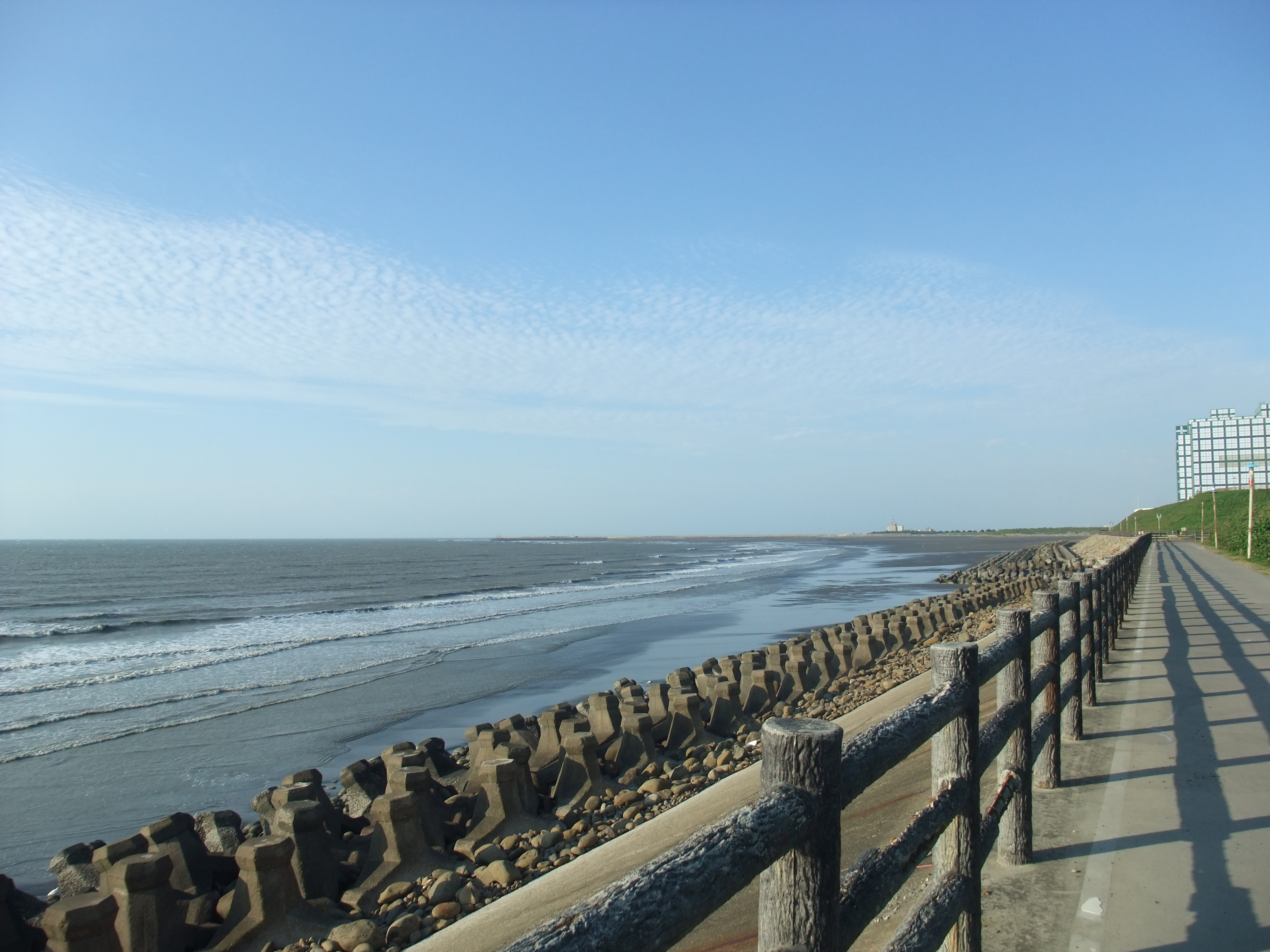
南寮海水浴場與新竹市焚化爐

南寮海水浴場，已消失的海水浴場，原位於台灣新竹市南寮頭前溪出海口附近，新竹市垃圾焚化廠與新竹漁港之間。

## 沿革

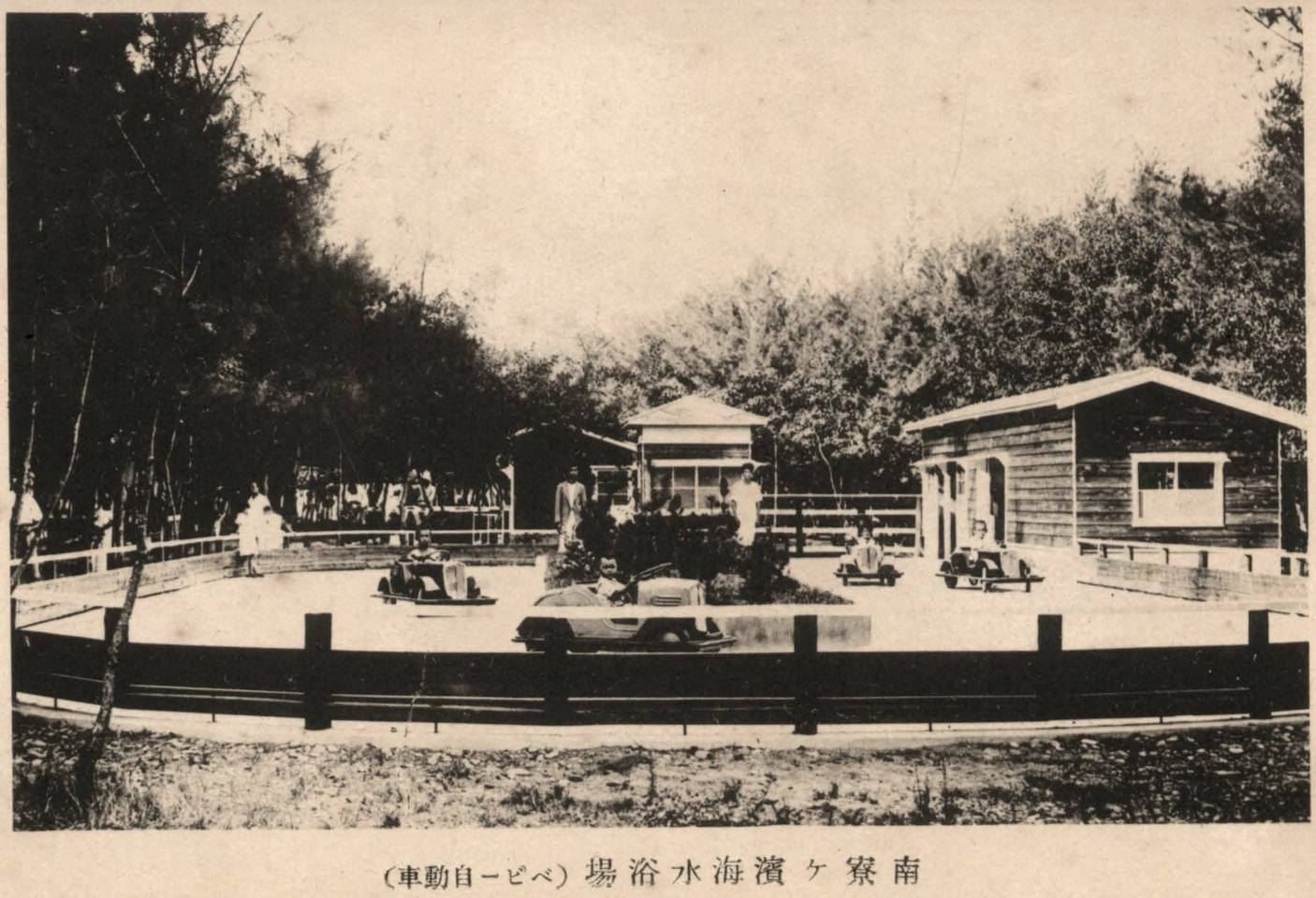
日治時期設施

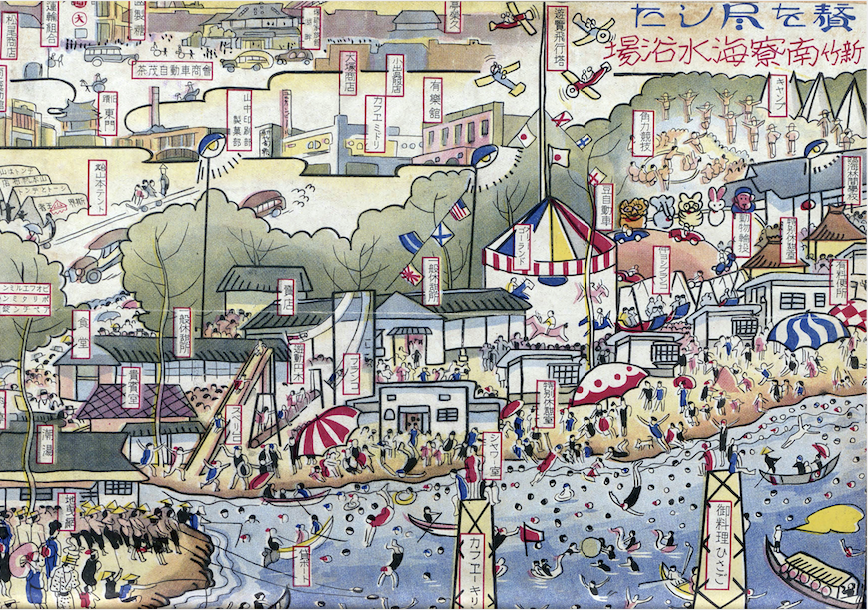
雜誌《臺灣公論》中新竹南寮海水浴場插圖

日治時期興建的海水浴場，位於新竹郡舊港庄，1916年6月由地方團體創立經營，代表人新竹郡守，1920年改為庄營，開放時間每年六月到九月，接駁方式有自動車接駁與臺車。1937年設有跳水臺、休憩高臺、一般休憩所、特別休憩所（可住宿）、淋浴室、付費化妝室、賣店、食堂、料亭、貴賓館、用天然瓦斯燒海水的公共溫泉（公共潮湯，名「濱屋敷」）、椅子。以及兒童遊戲設施：鞦韆（單人）、四人座鞦韆（仲良シブランコ）、旋轉木馬、飛行塔、遊動圓木、動物輪投（又名「動物ボール投」）、Baby汽車（又名「豆自動車」）、Baby電影箱。以及臨海學校、露營地（備帳篷出租）、運動場、角力場、出租船（小艇或竹筏），此外夜間有電影播放等活動，附近頭前溪口亦可釣魚、拾蛤、租地曳網。
1981年興建的新竹漁港長堤引致突堤效應，海潮方向改變阻擋了頭前溪帶來的漂沙，海灘遂遭海水刮蝕，加上南寮成為垃圾掩埋場，海水變得髒汙不堪，海水浴場關閉，之後原欲取而代之的港南海水浴場也遭同一命運。

## 外部連結
- 日據時代南寮海水浴場照片
- 南寮海水浴場 臺灣記憶 Taiwan Memory--國家圖書館
- 1971年的南寮海水浴場 台視影片[永久]
- 清大彭明輝的部落格: 失去故鄉的人 （页面存档备份，存于）